# Forest Hills (Karolina Północna)
Forest Hills – wieś w Stanach Zjednoczonych, w stanie Karolina Północna, w hrabstwie Avery.